# Улица Иетима Гурджи
Улица Иетима Гурджи (груз. იეთიმ გურჯის ქუჩა) — улица в Тбилиси, в историческом районе Старый город, от переулка Авлеви до улицы Ильи и Нино Накашидзе.

## История
Современное название в честь грузинского народного певца и поэта, жителя Тбилиси Иетима Гурджи (1875—1940)
Прежнее название — Общественная
Ранняя история улицы мало известна, поскольку весь её район был разорён персами во время нашествия Ага Магомет хана (1795).
Вся гражданская застройка улицы, на плане царевича Вахушти (1735 год) район улицы плотно застроен, была разрушена и воссоздавалась уже в середине XIX — начале XX века, после вхождения Грузии в состав Российской империи (1805) с возможным изменением трассировки улицы.

## Достопримечательности

д. 6/9 — «Эвас паваротши»

д. 6/9 — «Эвас паваротши» (поворот Евы)

## Известные жители

д. 6. Мемориальная доска братьям Джикия

д. 6 — знаменитые тбилисские ювелиры братья Фома и Амвросий Джикия (мемориальная доска). В этом доме гостях у Джикия во время своих приездов в Тбилиси бывал Радж Капур, известный художник по металлу Манаба Магомедова.